# Cabral (encouraçado)
O Cabral foi um navio de guerra do tipo corveta encouraçada ou, simplesmente, encouraçado, operado pela Armada Imperial Brasileira entre anos de 1866 e 1882. A embarcação foi construída no estaleiro da empresa britânica J. and G. Rennie em Greenwich, Inglaterra, e era líder de sua classe, que também contava com o Colombo. Foi lançado ao mar em 1865 e incorporado à armada em 15 de setembro de 1866. O encouraçado era inteiramente construído de ferro e deslocava 858, 1 033 ou 1050 toneladas, a depender da fonte de referência. Possuía dois motores a vapor que desenvolviam até 750 cavalos de potência, impulsionando a embarcação a cerca de 20 quilômetros por hora. Sua estrutura compreendia uma casamata dupla com oito bocas de fogo. A marinha teve grandes dificuldades com este navio, que era de difícil navegabilidade e, devido ao modelo de sua casamata, que deixava uma parte sua desprotegida, era vulnerável a projéteis mergulhantes.
Após alguns meses de sua chegada ao Brasil, o Cabral foi enviado ao combate na Guerra do Paraguai. O primeiro obstáculo foi a Fortaleza de Curupaiti, que, em conjunto com diversos navios da esquadra imperial, bombardeou intensamente em 2 de fevereiro de 1867. No dia 15 de agosto, o Cabral forçou com sucesso a passagem desse forte, manobra que durou cerca de duas horas. Após essa transposição, em 2 de março de 1868 o encouraçado e o Lima Barros sofreram uma tentativa de abordagem por cerca de 200 paraguaios que estavam em canoas. O Cabral estava prestes a ser tomado por eles, quando o Silvado e o Herval se aproximaram e os desbarataram com seus canhões. No mês de julho, o Cabral participou no bombardeio da Fortaleza de Humaitá, que também transpôs no dia 21. Nessa transposição, o Cabral demonstrou sua péssima governabilidade ao abalroar violentamente contra dois outros encouraçados, prejudicando, mas não impedindo, a manobra. Em agosto, ultrapassou a Fortaleza do Timbó e, em outubro, a Fortaleza de Angostura.
Nos últimos anos da guerra, o encouraçado já não era mais requisitado e retornou para o Rio de Janeiro, onde passou por obras de reparo. Em 1873, foi designado para a terceira divisão naval, com a missão de patrulhar a costa brasileira entre Mossoró, no Rio Grande do Norte, e os limites com a Guiana Francesa. Na segunda metade da década de 1870, o navio foi relegado à bateria fluvial devido às suas péssimas condições de navegabilidade. A marinha o descomissionou em 8 de novembro de 1882.

## Construção e características
O encouraçado Cabral foi construído em Greenwich, Inglaterra, pela empresa J. and G. Rennie, em 1865. Em 15 de setembro de 1866, pela circular nº 64 do Ministério da Marinha, o navio passou por mostra de armamento e foi incorporado à Armada Imperial Brasileira. Foi batizado primeiramente de Nêmesis, uma deusa mitológica grega, mas logo esse nome foi substituído por Cabral (único navio a ostentar este nome), em homenagem ao navegante português Pedro Álvares Cabral. O Cabral foi designado como corveta encouraçada e navio capitânia de sua classe.
O navio era couraçado a ferro, tinha um deslocamento de 858 toneladas, 156 pés (47,54 metros) de comprimento, 35 pés (10,66 metros) de boca, 11 pés (3,35 metros) de pontal e 8 pés (2,43 metros) de calado. Suas máquinas consistiam de dois motores a vapor que desenvolviam 240 cavalo-vapor, segundo a marinha, ou 750 cavalos, segundo o escritor naval Gardiner, que movimentavam duas hélices e impulsionavam o vaso de guerra a 10,5 nós (19,44 quilômetros por hora). O navio tinha uma chaminé, leme, um pequeno mastro para sinais e casamata, e era artilhado por oito canhões Withworth de calibres 68 e 70. Sua tripulação era composta por 125 praças e oficiais. A marinha o considerava um navio com péssimas qualidades náuticas, até perigosas, e esse julgamento se provou preciso pouco tempo depois, quando o navio entrou em combate. A isso, somava-se o fato do navio ter sido construído com um sistema de casamatas duplas que deixava, à meia nau, uma área desprotegida sobre as caldeiras, vulnerável a disparos mergulhantes. O Cabral chegou ao Brasil em agosto de 1866, comandado pelo primeiro-tenente Jacinto Furtado de Mendonça Paes Lemes.

## História

### Ações em Curupaiti

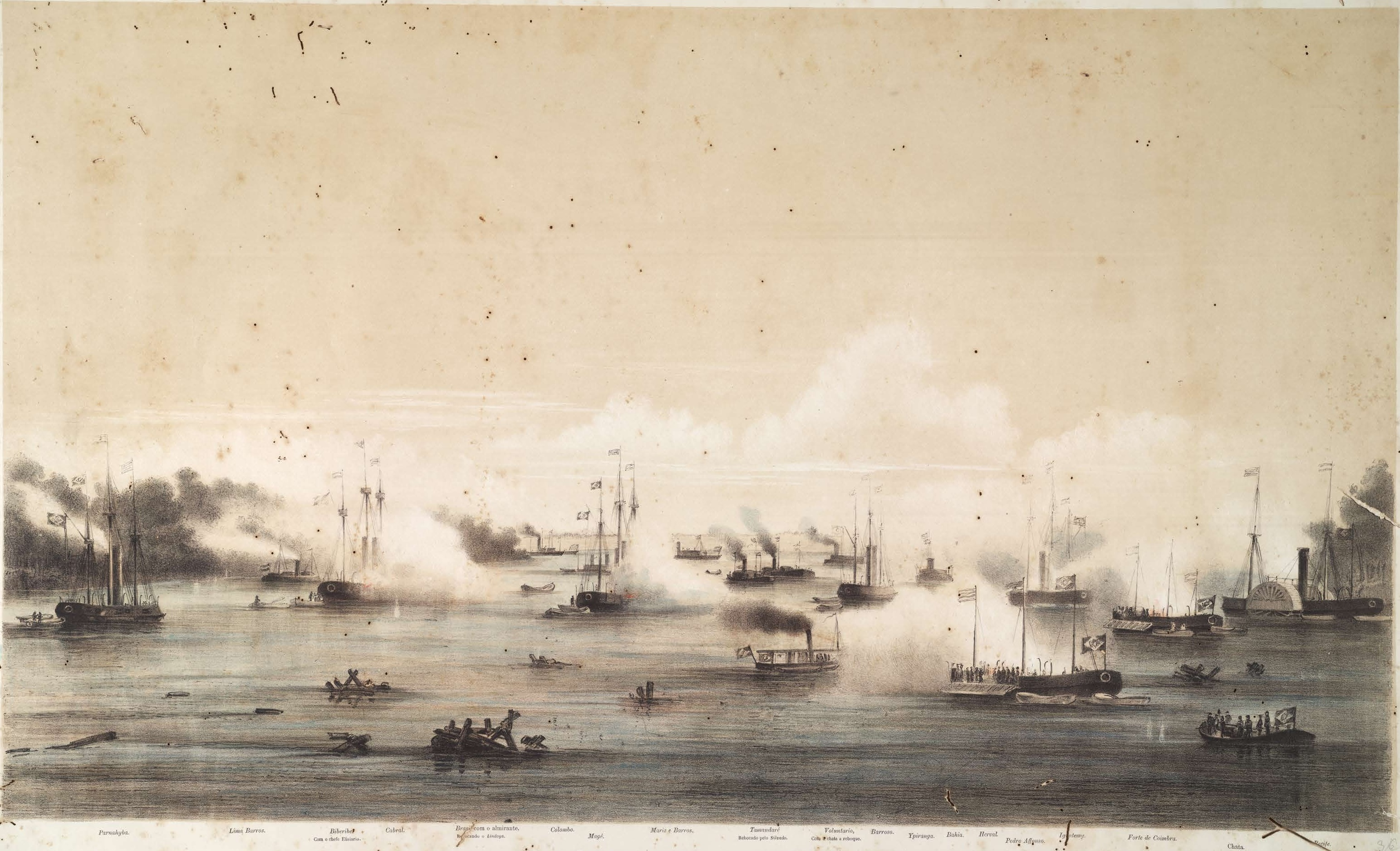
Passagem de Curupaití efetuada pela esquadra encouraçada no dia 15 de agosto de 1867

No mês de novembro de 1866, o Cabral foi enviado para frente de batalha na Guerra do Paraguai, e atracou no dia 30 em Montevidéu, no Uruguai. No dia 2 de fevereiro de 1867, já em território paraguaio, o Cabral e outros navios efetuaram o bombardeio da Fortaleza de Curupaiti, que ficava às margens do rio Paraguai. Na ocasião, o encouraçado compunha a frota formada pelos também encouraçados Bahia, Barroso, Colombo (seu navio-irmão), Herval, Mariz e Barros, Silvado e Tamandaré, além das corvetas Parnaíba e Beberibe, da bombardeira Forte de Coimbra e de duas chatas artilhadas, sob comando do vice-almirante Joaquim José Ignácio.
Esta frota bombardeou a fortaleza em conjunto com a bateria do Forte de Curuzu, já tomado pelos brasileiros, com os atiradores do 48.º Batalhão de Voluntários da Pátria e com a frota do chefe Elisiário dos Santos, que incluía as canhoneiras Araguari e Iguatemi, o vapor Lindóia, a bombardeira Pedro Afonso, a chata Mercedes e o lanchão João das Botas. Foram disparadas um total de 874 bombas sobre o forte, com a morte de inúmeros paraguaios, além de ferir gravemente seu comandante, o general Díaz. O lado brasileiro somou cerca de 14 baixas, incluindo a morte do comandante do Silvado. Ainda no dia 2 de fevereiro, o comando do Cabral foi passado para o primeiro-tenente Jerônimo Francisco Gonçalves.
A marinha imperial tinha por objetivo forçar a passagem desta fortaleza, mas considerava o feito praticamente impossível. Curupaiti era um conjunto de fortificações e trincheiras que fazia parte do complexo defensivo de Humaitá. Possuía 35 peças de artilharia apontadas para o rio, e incluía o canhão El Cristiano, de calibre 80, um dos maiores fabricados no século XIX. Ainda assim, a marinha optou por forçar a passagem, escolhendo o dia 15 de agosto para a ação. Antes, porém, a fortaleza seria bombardeada nos dias 29 de maio e 5 de agosto.
Às 6h40 do dia 15 de agosto, o Cabral forçou a passagem de Curupaiti, fazendo parte da Divisão Alvim, do comandante Francisco Cordeiro Torres e Alvim, e rebocando a chata Riachuelo. Segundo um historiador brasileiro, “Curupaiti resistia com todas as potências do desespero, enchendo os ares de medonho estrondo, e não podendo reter com enfiadas de balas os galhardos navios que seguiam o seu destino. Nem os projeteis de espingardas julgaram conveniente dispensar. Eram eles arremessados de volta com enormes bombas e balas rasas de 68, que faziam mossa, sendo poucas as que realmente causaram dano”. O Cabral, o encouraçado Brasil, o monitor Lima Barros e outros sete encouraçados da frota que haviam bombardeado a fortaleza no dia 2 de fevereiro levaram cerca de duas horas para atravessar o passo.

### Ataque das canoas paraguaias

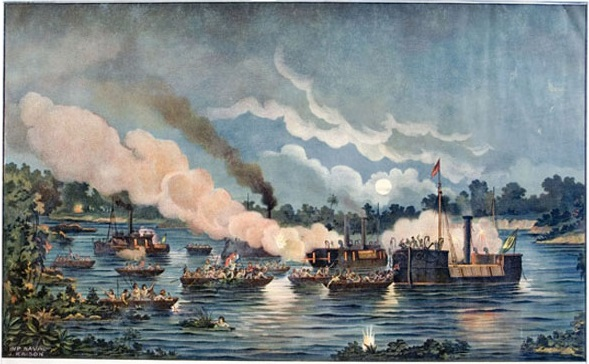
Desenho retratando a abordagem aos encouraçados Lima Barros e Cabral (Júlio Raison)

Na madrugada entre os dias 1 e 2 de março de 1868, os encouraçados Lima Barros e Cabral achavam-se fundeados entre Humaitá e Curupaiti, junto de outros que os acompanharam na passagem deste último. Durante seis meses, os navios permaneceram nessa posição, realizando ações contra a fortaleza de Humaitá e o suporte de três dos encouraçados aos monitores que forçaram a passagem do forte no dia 19 de fevereiro. A distância da fortificação permitia que os navios ficassem protegidos de seus canhões, mas três peças de artilharia paraguaias, instaladas em um bosque próximo dos encouraçados, comumente os hostilizavam. Cerca de 500 metros à vanguarda dos navios, às 2h, um escaler comandado pelo guarda-marinha José Roque da Silva patrulhava a região. O comandante notou uma movimentação anormal de camalotes que desciam o rio e, ao se aproximar, verificou serem canoas paraguaias repletas de homens armados. Imediatamente rumou em direção da frota estacionada e avisou da aproximação do inimigo. O Herval lançou três foguetes, dando o alarme.
A esquadra paraguaia era formada por 24 canoas, com 12 homens em cada uma delas, agrupadas em quatro divisões sob comando do capitão Yunez. Os assaltantes estavam munidos de sabres, pistolas, machados e facões, além granadas de mão e foguetes que lançariam dentro dos navios. Devido à forte correnteza, algumas canoas não conseguiram abordar os navios atacados e foram levadas rio abaixo e capturadas por outros navios imperiais. Das 24 canoas, 14 abordaram o Lima Barros e oito cercaram o Cabral, enquanto o resto foi levado pelo rio. Os atacantes abordaram as duas embarcações com "furor selvagem", fazendo com que as sentinelas e o pessoal que lá estavam se desdobrassem com podiam para impedi-los. As guarnições tiveram que se abrigar no interior das embarcações para se protegerem. O comandante da divisão, chefe Joaquim Rodrigues da Costa, e o comandante do navio, Garcindo de Sá, saíram para o convés do Lima Barros para conduzir o combate, mas Rodrigues da Costa foi cercado pelos paraguaios, que o mutilaram repetidas vezes. Mesmo tombado e gravemente ferido, reuniu forças para ordenar que o Lima Barros metralhasse os paraguaios, ordem que repetiu até seu último suspiro.
Para cumprir a ordem de seu superior, o comandante Garcindo de Sá, que conseguiu adentrar o Lima Barros por uma de suas portinholas, iniciou a metralha dos paraguaios, dizimando-os mas incapaz de fazê-los recuar. Pelo contrário, os paraguaios passaram a atacar com furor redobrado, tentando desesperadamente abrir, a golpes de machado, rupturas no navio para lançar suas bombas de mão. A cena se reproduziu no encouraçado Cabral, cuja guarnição combatia com a mesma determinação. Apesar dos esforços dos homens do Cabral, os paraguaios conseguiram penetrá-lo e estavam prestes a tomar o navio quando os encouraçados Silvado e Herval se aproximaram, metralhando e varrendo os paraguaios do convés e, assim, salvando-os. A batalha resultou na morte de 110 paraguaios. Dentre os brasileiros, somaram-se 16 mortes, 55 feridos e 15 prisioneiros.

### Ações em Humaitá

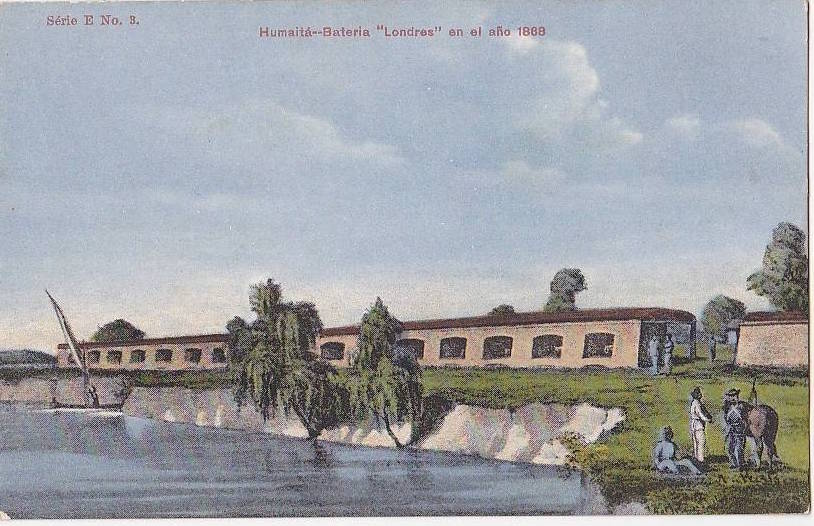
Bateria Londres da Fortaleza de Humaitá

No dia 10 de abril, o Cabral e a frota de sua divisão (Alvim) iniciaram um longo bombardeio da fortaleza de Humaitá, em preparativo para o ataque do exército aliado sob comando do general Marquês de Caxias, que ocorreu em 16 de julho. O alto comando naval aliado decidiu transpor Humaitá novamente com o objetivo de fortalecer a posição dos navios que já haviam ultrapassado o forte anteriormente, em 19 de fevereiro, e para aumentar a força naval que atuaria na região de Tebiquarí, onde já se sabia de outra fortificação paraguaia. Para realizar essa passagem foram designados três encouraçados, Cabral, Silvado e Piauí, que forçariam o passo, e dois que agiriam na proteção destes, Lima Barros e Brasil. Apesar do Cabral ter sido escolhido, ele não fora a primeira opção do vice-almirante Visconde de Inhaúma. O Herval havia sido a primeira escolha do nobre por ter um menor calado, ou seja, por ser mais adaptado à navegação fluvial, mas o navio era sabidamente "mau governado", conforme explicou.
A transposição iniciou-se às 4h do dia 21 de julho de 1868, quando o Cabral, que estava à liderança, começou a suspender, pondo-se em movimento às 4h15. Quando o encouraçado começou a navegar, após levantar âncora, virou bruscamente na direção do Lima Barros, que ainda estava fundeado, ocasionando um violento abalroamento entre as embarcações, com a perda de dois escaleres e uma canoa, todas elas do Cabral. Após a tripulação conseguir endireitar o navio, este rumou para o passo, para enfrentar os canhões da fortaleza e correntes que atravessavam o rio, em ambas as margens, com o objetivo de barrar o avanço da esquadra. Nesse momento, novamente o Cabral guinou de maneira brusca e chocou-se contra o Silvado, que o acompanhava pela alheta de estibordo. Esse choque rompeu os cabos que ligavam o Piauí ao Silvado e impediu que a frota realizasse a transposição, sendo necessária a reparação de ambos. Dois oficiais do Piauí saíram do interior do navio e conseguiram reparar os cabos, mesmo sob fogo da artilharia do forte.
Provavelmente os encouraçados Silvado e Piauí ultrapassaram o Cabral, após o segundo abalroamento, e forçaram o passo de Humaitá, pois o registro de bordo do Silvado relata que a embarcação transpôs o passo às 4h40, após o quê lançaram três foguetes que sinalizaram o sucesso da passagem. A tripulação do Cabral conseguiu manobrar o navio de modo a também forçar a passagem, que, segundo seus registros, foi efetuada às 4h48. Após o passo, por volta das 6h24 os navios fundearam junto à Ilha do Araçá. Os maiores danos deveram-se aos choques provocados pelo Cabral, pois não se registrou baixa entre os tripulantes das embarcações. O Cabral registrou ter recebido um impacto de bala, que perfurou a couraça e partiu a braçola da escotilha da casamata de vante, o Piauí acusou apenas danos superficiais na couraça, e o Silvado relatou danos maiores, como o rompimento "do tubo de vapor, causado por uma bala; quatro perfuraram a chaminé, uma na torre de ré que aluiu a chapa, uma no costado de estibordo, que também aluiu a chapa, e outra a bombordo que deixou uma depressão de polegada".

### Passagem de Timbó

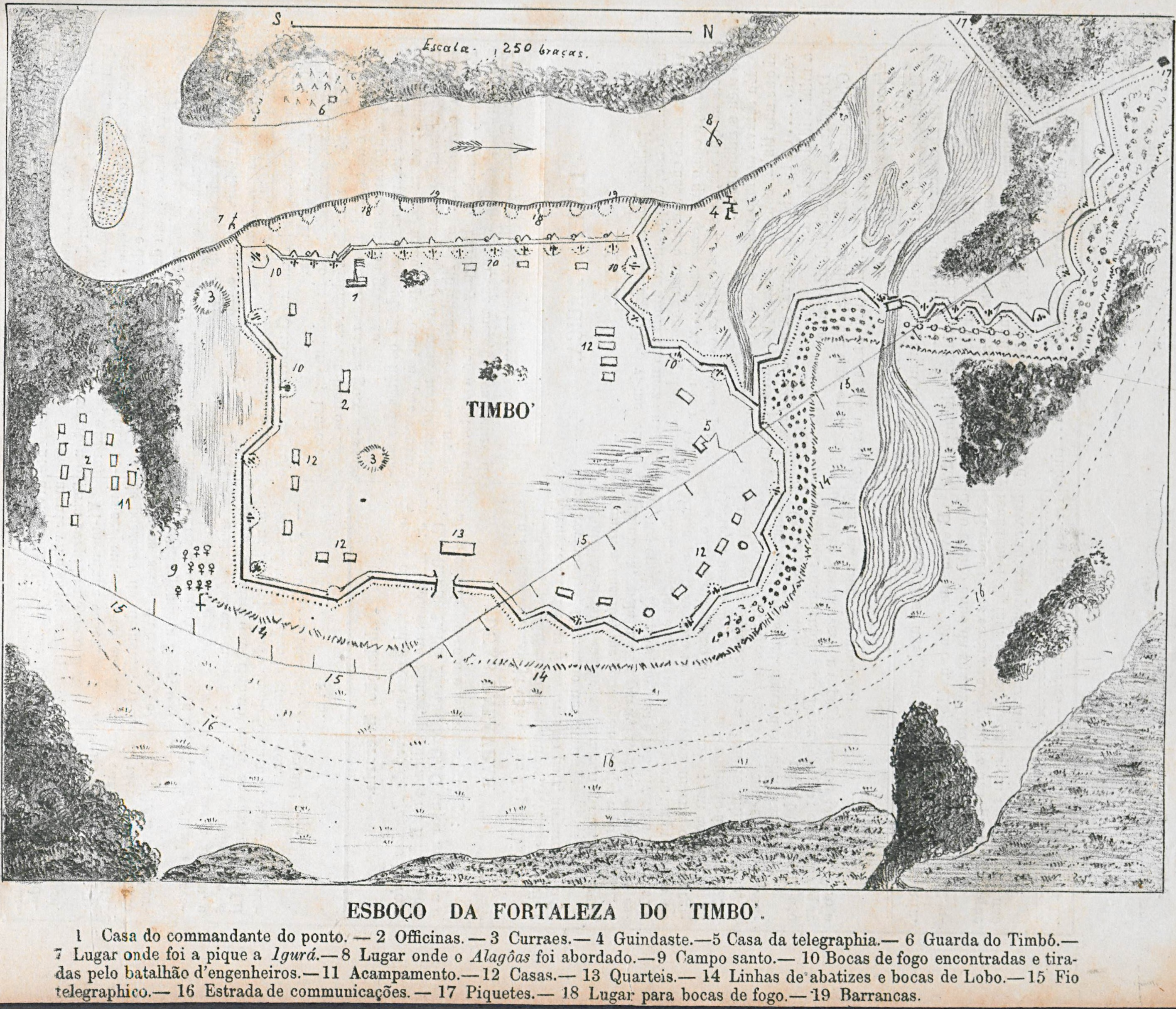
Esboço da Fortaleza do Timbó (Semana Ilustrada, 1867)

Ainda no dia 21 de julho, a esquadra suspendeu da Ilha do Araçá e rumou até uma posição de baterias paraguaias abaixo do Arroio Guaicuru, que constantemente ameaçavam as tropas do exército estacionadas no Chaco. O Cabral e os navios de sua esquadra bombardearam essa bateria por um tempo. No mesmo dia 21, a esquadra composta pelos couraçados Bahia e Silvado e pelos monitores Alagoas e Piauí, sob comando do chefe Delfim Carlos de Carvalho, foi ordenada a se posicionar próximo ao Forte do Timbó. Ao fazê-lo, iniciou-se o bombardeio dessa posição até à noite daquele dia. Nessa noite, os couraçados e monitores desafiaram as baterias do Timbó, posicionadas de maneira que pudessem bater com eficiência largo trecho no rio, e transpuseram com sucesso o passo.
No dia 16 de agosto, o Cabral, Brasil e Tamandaré, esquadra sob comando do Visconde de Inhaúma, suspenderam de Humaitá e receberam ordens de também forçar a passagem do Timbó. A transposição ocorreu com os encouraçados avançando atracados a três outros transportes a vapor, sendo ela igualmente bem-sucedida. Após a passagem, a esquadra fundeou em frente à Vila do Pilar.

### Passagem de Angostura

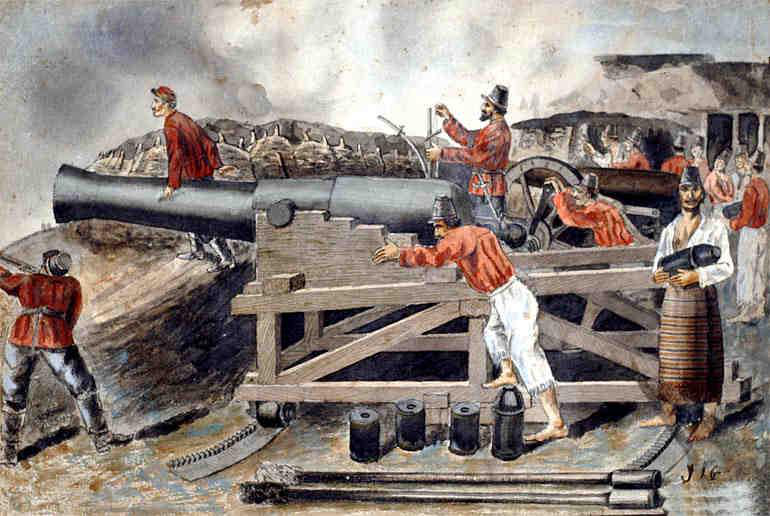
Ilustração do comandante inglês Thompson em uma bateria no forte de Angostura (José Garmendia, 1890)

Ao longo do mês de outubro de 1868, os couraçados Tamandaré, Bahia, Silvado, Barroso, Colombo, Brasil, Alagoas, Lima Barros e Rio Grande do Norte, nessa ordem, forçaram a passagem de Angostura, uma fortaleza no rio Paraguai fortemente defendida por baterias. No dia 28, o Cabral e o Piauí iniciaram um longo e forte bombardeio das baterias paraguaias que defendiam o forte. No dia 19 de novembro, o forte voltaria a ser violentamente bombardeado pela mesma esquadra, com o apoio do Herval e do Mariz e Barros, com o capitão Mamede Simões orientando os tiros.
Sete dias depois, Brasil, Cabral, Piauí e o vapor Triunfo receberam ordens de transpor o forte de Angostura. Nessa ocasião, o forte era comandado pelo engenheiro britânico George Thompson. Na passagem, a esquadra foi recebida com forte oposição, com o Cabral relatando 37 impactos e dois oficiais feridos. Apesar da dificuldade, a transposição foi realizada com sucesso e a esquadra rumou para o encontro das outras embarcações fundeadas acima do forte, em Villeta. Angostura continuaria a ser bombardeada ao longo do mês de dezembro, até a sua completa rendição no dia 30.

### Últimos anos

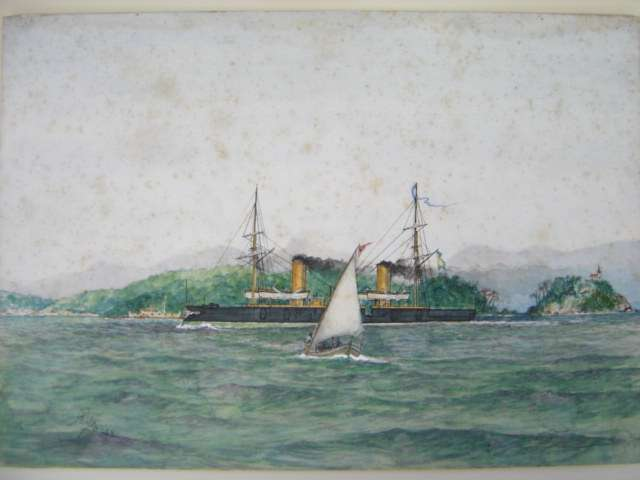
Ilustração do Cabral chegando ao Rio de Janeiro (Almirante Trajano Augusto de Carvalho, 1938)

Após a conquista de Assunção, em 1 de janeiro de 1869, os já desgastados encouraçados de grande porte, como o Cabral, não tinham mais tanta utilidade no conflito, com os combates navais ocorrendo, a partir de então, em pequenos arroios muito estreitos. Permaneceram em Assunção apenas o Tamandaré e os seis monitores encouraçados da classe Pará. Os outros foram chamados de volta para o Rio de Janeiro, onde passaram por grandes obras de reparo. Em 1870, o comando naval imperial começou a distribuir os encouraçados pelos vários distritos navais de defesa de portos do Brasil.
No primeiro distrito, que ia do extremo sul do país até a divisa do Rio de Janeiro com o Espírito Santo, foram alocados os encouraçados Brasil, Lima Barros, Silvado e Bahia. No segundo, que ía dos limites do primeiro até a cidade de Mossoró, no Rio Grande do Norte, fundearam o Herval e o Mariz de Barros. Por fim, em meados de 1873, o Cabral e seu navio-irmão, Colombo, foram designados para o terceiro distrito, que ia de Mossoró até a Guiana Francesa.
Em junho de 1875, o Cabral achava-se fundeado na Bahia. Por aviso de 16 de janeiro de 1877, o Cabral passou por completo armamento. Em 24 de julho de 1878, a marinha imperial emitiu um parecer desfavorável à solicitação de oficiais do Cabral, de incluir o tempo de serviço que prestaram a bordo do navio quando este estava designado como bateria fluvial, desde 12 de maio de 1876, devido às péssimas condições de navegabilidade. O comando do segundo distrito naval comunicou, no dia 9 de novembro de 1882, que no dia 8 o Cabral havia passado por mostra de desarmamento e seu casco fôra entregue ao Arsenal da Bahia, terminando, assim, as suas atividades. Teria sido descartado por volta de 1885.